# Gory Orlova
Gory Orlova är ett berg i Antarktis. Det ligger i Östantarktis. Norge gör anspråk på området. Toppen på Gory Orlova är 2 449 meter över havet, eller 79 meter över den omgivande terrängen. Bredden vid basen är 0,77 km.
Terrängen runt Gory Orlova är kuperad åt nordost, men åt sydväst är den platt.  Trakten är obefolkad. Det finns inga samhällen i närheten.